# Le Chemin du soleil
Le Chemin du soleil est un roman d'Anne-Marie Monnet publié en 1945 aux éditions du Myrte et ayant reçu la même année le prix Femina.

## Éditions
- Le Chemin du soleil, éditions du Myrte, 1945.